# Poecilochroa pauciaculeis
Poecilochroa pauciaculeis är en spindelart som beskrevs av Lodovico di Caporiacco 1947. Poecilochroa pauciaculeis ingår i släktet Poecilochroa och familjen plattbuksspindlar. Inga underarter finns listade i Catalogue of Life.